# Cyril Bos
Cyril Bos (Mont-Saint-Aignan, Alta Normandia, 26 de setembre de 1972) va ser un ciclista francès que va destacar en la pista, on va aconseguir tres medalles als Campionats del món de Persecució per equips.

## Palmarès en pista

### Resultats a laCopa del Món
- 1995
  - 1r a Tòquio, en Madison
- 1999
  - 1r a Ciutat de Mèxic, en Persecució per equips

## Palmarès en ruta
- 1997
  - 1r al Duo Normand (amb Henk Vogels)
  - Vencedor d'una etapa de la Herald Sun Tour